# KennedyEgbus Mikuni
KennedyEgbus Mikuni (三國 ケネディエブス, Mikuni KennedyEgbus, Higashimurayama, 23 juni 2000) is een Japans voetballer die als verdediger speelt bij Avispa Fukuoka.

## Clubcarrière
Mikuni begon zijn carrière in 201 bij Avispa Fukuoka.

## Interlandcarrière
Mikuni speelde met het nationale elftal voor spelers onder de 20 jaar op het WK –20 van 2019 in Polen.